# Escola de Nàutica del Masnou
L'Escola de Nàutica del Masnou va ser una escola de nàutica pública que va funcionar a la vila del Masnou (Maresme) de 1869 a 1881.
L'escola va obrir el 27 de novembre de 1869 amb 90 alumnes matriculats en una casa propietat de Miquel Garriga Roca. Estava a càrrec del pressupost municipal i era al carrer de Sant Cristòfol 4. Tenia el precedent de l'escola de nàutica privada fundada l'any 1860 pels vilassarencs Jaume, Josep i Pere Villà Serra, coneguda com l'Estudi de Vilassar, i que es trobava al carrer dels Mestres Villà 43.
S'hi podien matricular els nois a partir dels 12 anys i obtenir el títol de tercer pilot, un cop completats tres cursos d'estudis i haver realitzat dos viatges d'anada i tornada a Amèrica. Era concorreguda també per alumnes de poblacions veïnes, oferí quatre places gratuïtes des de 1873 i tenia l'al·licient que permetia als estudiants deslliurar-se del servei militar.
L'any 1870, gràcies a un decret del govern de la Primera República Espanyola, assolí el caràcter d'establiment d'ensenyança oficial, amb la potestat d'expedir certificats d'haver cursat i aprovat els estudis, que eren la porta d'entrada als estudis pràctics que habilitaven per a l'exercici de la carrera, després dels quals la Comandància de Marina expedia el títol pertinent.
L'any 1871 el Ministeri de Foment extingí les escoles oficials i decretà que sols les escoles lliures de nàutica, que substituïen a les oficials extingides, podien expedir certificats d'aptitud d'aspirants a pilot; en conseqüència només l'Escola de Nàutica de Barcelona li pertocava l'expedició. Per tant, l'escola del Masnou ja no podia expedir certificats oficials d'haver cursat els estudis i haver aprovat les assignatures, i quedava en la pràctica equiparada a un centre privat.
La situació varià a partir del decret del 29 de juliol de 1874 sobre llibertat d'ensenyament, que permeté l'inici d'un expedient per aconseguir que l'Escola de Nàutica pogués seguir funcionant amb caràcter públic. No obstant això, el nombre d'alumnes anà minvant. El curs 1878-1879 només tenia 18 alumnes. Amb tot, només hi acabarien completant la carrera 207 estudiants, i ben aviat entrà en un procés de crisi per la desproporció entre ingressos i despeses que acabà amb el seu tancament, l'any 1881.